# 工藤莞司
工藤 莞司（くどう かんじ、1944年11月9日 - ）は、日本の弁理士。知的財産法学者。専門は商標法。首都大学東京元教授。山形県生まれ。
1964年、特許庁入庁。1969年、中央大学法学部2部卒業。1973年、特許庁商標審査官。1987年、商標審判官。1997年、商標課長。1999年、商標部門代表審判長。2000年特許庁退官。創英国際特許法律事務所入所。東京工業大学工学部非常勤講師を経て、2004年4月東京都立大学 (1949-2011)法科大学院教授に就任。2008年3月、首都大学東京停年退官。姫路獨協大学法科大学院客員講師。2011年、退職。現在、首都大学東京法科大学院及び中央大学大学院法学研究科の非常勤講師。

## 著書
- 『登録手続の実務』発明協会 1983年
- 『サービスマークの話 : サービスマークの紹介と制度化への展望』共編　東洋法規出版 1985年初版/1989年改訂版
- 『特許・実用新案・意匠・商標法入門』共著　発明協会 1988年
- 『実例でみる商標審査基準の解説』発明協会 1991年初版/2015年第8版
- 『不正競争防止法 : 解説と裁判例』発明協会 2008年初版/2012年改訂版
- 『商標法の解説と裁判例』マスターリンク 2011年初版/2015年改訂版